# São Pedro (Funchal)
São Pedro ist eine portugiesische Gemeinde (Freguesia) im Kreis Funchal auf der Insel Madeira. In ihr leben 7204 Einwohner (Stand 19. April 2021).

## Bevölkerungsentwicklung
| Jahr          | 1864 | 1878 | 1890 | 1900 | 1911 | 1920 | 1930   | 1940   | 1950   | 1960   | 1970   | 1981   | 1991 | 2001 | 2011 |
| Einwohnerzahl | 5844 | 6820 | 5644 | 6399 | 7074 | 8169 | 10.588 | 12.729 | 13.450 | 10.129 | 10.543 | 12.085 | 9917 | 7681 | 7273 |